# کارل استریکن
کارل استریکن (به انگلیسی: Carel Struycken) (زاده ۳۰ ژوئیه ۱۹۴۸) بازیگر هلندی است.
از فیلم‌های معروف او می‌توان به بازی در فیلم مردان سیاه‌پوش، روزی که مردم زود بیدار شدم و سفر به مرکز زمین اشاره کرد.